# Ярковский, Иван Осипович
Иван Осипович Ярковский (пол. Jan Jarkowski) (12 [24] мая 1844, Витебская губерния — 9 [22] января 1902, Гейдельберг) — российский учёный польского происхождения, инженер, естествоиспытатель. Отец Витольда Ивановича Ярковского.

## Биография
Родился в местечке Освей Витебской губернии в семье врача — его отец состоял домашним врачом у графа Шадурского. С детства Иван проявлял способности к математике и механике: ещё в кадетском корпусе он изобрёл дальномер, за что получил от Великого князя Михаила Николаевича золотые часы. По окончании в 1862 году корпуса, Ярковский был отправлен прапорщиком артиллерии на Кавказ, где прослужил шесть лет.
После военной службы Ярковский поступил в Санкт-Петербургский практический технологический институт, механическое отделение которого окончил в 1870 году технологом 1-го разряда. Сразу же, по поручению частной фирмы, он уехал в Берлин, где знакомился с машиностроительными заводами.
В 1872 году Ярковский вернулся в Россию и начал службу на Киево-Брестской железной дороге. Вскоре он защитил диссертацию «Проект машины для водоснабжения и теоретическое исследование механизма», получив звание инженера-технолога и командировку за границу ещё на год. Вступив в июле 1872 года в брак с Еленой Александровной Шендзиковской, он с женой уехал за границу, чтобы ознакомиться с механическими заводами Германии, Бельгии и Франции.
С 1873 года Ярковский долгое время работал на различных железных дорогах Российской империи.
Сделав немало полезных изобретений по технической части, Ярковский выдвинулся в активные члены Императорского русского технического общества, где руководил секцией механики и сделал много интересных докладов.
В 1887 году он выдвинул «кинетическую гипотезу всемирного тяготения». Занимался вопросами воздухоплавания — в 1889 году провёл основательные экспериментальные испытания несущего винта.
В 1894 году Иван Осипович оставил службу на железной дороге и стал управляющим Невским механическим заводом. Последние пять лет провёл в провинции — в Дятькове Орловской губернии, где работал помощником управляющего заводами Акционерного общества Мальцовских заводов.
Весной 1901 года Ярковский заболел и врачи послали его за границу; несколько месяцев он провел в Бад-Вёрисхофене (Бавария), а затем в октябре его перевезли в Гейдельберг, где он скончался от саркомы 9 января 1902 года и там же был похоронен.

## Научная деятельность

### Эффект Ярковского
В 1900 году предсказал эффект Ярковского. Он был экспериментально подтверждён в 2003 году группой американских учёных под руководством Стивена Чесли и Стивена Остро (Лаборатория реактивного движения, NASA) с помощью радиотелескопа Аресибо (Пуэрто-Рико).

### Список произведений
- Машина для водоснабжения и исследование устройства её механизма: Проект. — СПб., 1872. — 150 с.
- Всемирное тяготение как следствие образования весомой материи внутри небесных тел. — 1-е доп. изд. — М.: Типо-лит. Т-ва И. Н. Кушнерев и К°, 1889. — Х, 388 с.
  - Всемирное тяготение как следствие образования весомой материи внутри небесных тел: Кинетическая гипотеза и вытекающие из неё следствия в области физики, химии, геологии, метеорологии и космогонии. — 2-е доп. изд. — СПб.: тип. журн. «Строитель», 1912. — Ч. 1. — 288 с.
- По поводу отзыва о моей книге «Всемирное тяготение как следствие образования весомой материи внутри небесных тел», помещённого в журнале «Русского богатства» № 11, 1889 г. — М.: Типо-лит. Т-ва И. Н. Кушнерев и К°, 1890. — 16 с.
- Новый взгляд на причины метеорологических явлений. — М.: Типо-лит. Т-ва И. Н. Кушнерев и К°, 1891. — 101 с.
- По поводу критики М. А. Рыкачёва моих метеорологических воззрений. — М.: Типо-лит. Т-ва И. Н. Кушнерев и К°, 1892. — 38 с.
- Увлечение математическими теориями в современной науке. — М.: Типо-лит. Т-ва И. Н. Кушнерев и К°, 1893. — 46 с.
- Новые доказательства увлечения математическими теориями в современной науке: По поводу брошюры… Д. А. Гольдгаммера «Ещё о наших сведениях об эфире». — М.: Типо-лит. Т-ва И. Н. Кушнерев и К°, 1893. — 40 с.
- Строение материи и молекулярные силы. — М.: Типо-лит. Т-ва И. Н. Кушнерев и К°, 1894. — 108 с.
- Плотность светового эфира и оказываемое им сопротивление движению. — Брянск: Тип. Юдина, 1901. — 17 с.